# 几热尔语
几热尔语是尼泊尔一种南部藏语，是几热尔人的母语，通行于该国东部几热尔人聚居区，主要聚集于巴格马蒂省多拉卡县和辛杜帕尔乔克县4个村，靠近西藏边界。几热尔语和藏语有一定渊源，与夏尔巴语最接近，至2011年，使用者约4800人。
一直以来，几热尔人和基拉特人被认为属于其他的藏缅分支。但更详尽的研究证实，他们来自於基拉特人。直到现在仍有学者用量非常少、难以证实的文学作品，用他们都有万物有灵的信仰宣称几热尔人属于基拉特人。他们有些从苏努瓦尔人和夏尔巴人那里学来的文化传统。几热尔语是最强有力的说明他们分化自藏语民族的证据。他们的外观和姓氏也支持藏族来源。
有头体几热尔藏文，或三菩提文是几热而语的文字。神龛和寺院中可发现这种文字，几热尔拉玛们会读这种文字。
几热尔语和佛教经典用语高度相似性，是证明几热尔语来自藏语的证据。据说几热尔语有超过80%的词汇和藏语口语相近，而当作只有35-40%的词汇的来源是藏语。

## 相关文献
- Strahm, Esther and Anita Maibaum. 1999. Verb pair in Jirel. Notes on Tibeto-Burman 4:1-24.